# PATHd8
PATHd8 är ett program för fylogenetisk datering av stora släktträd utan molekulär klocka. Programmet är resultatet av ett samarbete mellan biologer och matematiker vid universiteten i Uppsala och Stockholm, och är tillgängligt för nedladdning.